# سیارک ۶۱۶۱

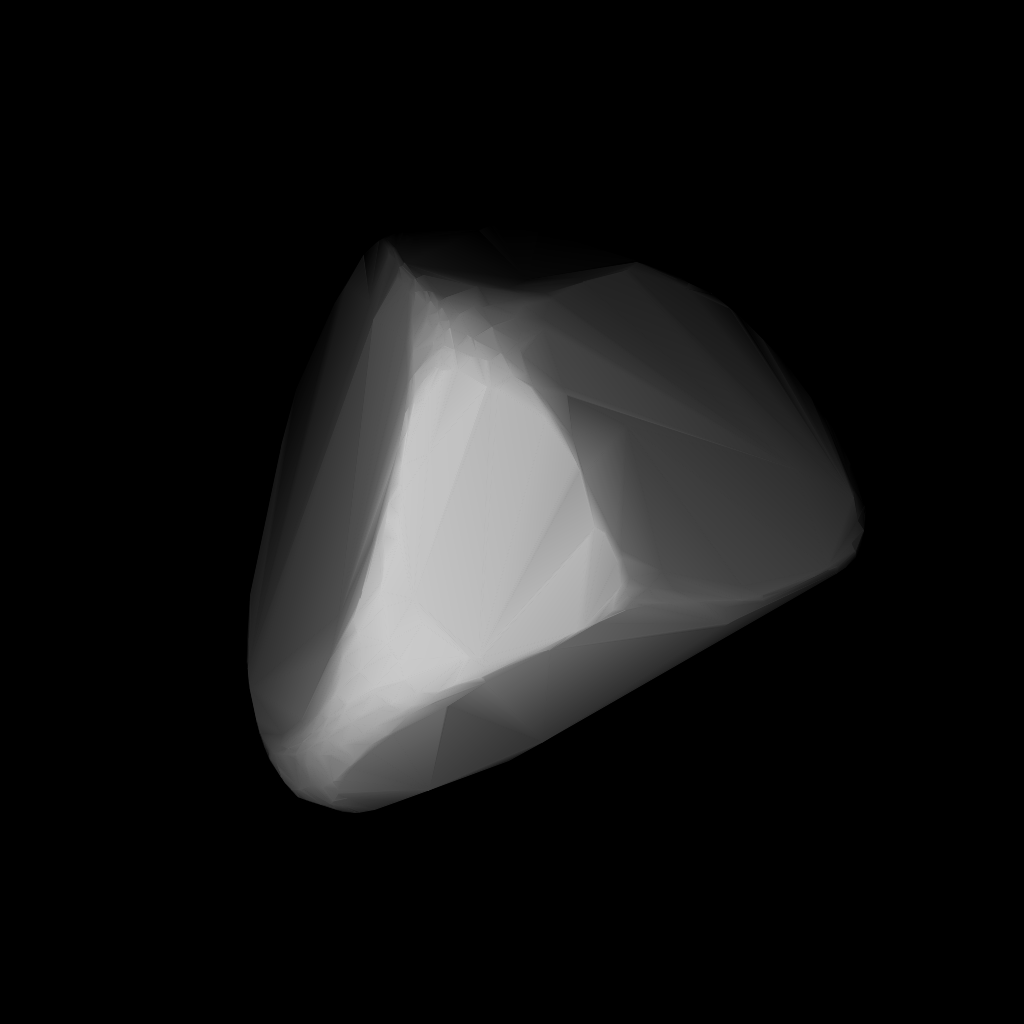
مدل سه‌بُعدی سیارک ۶۱۶۱ بر اساس منحنی نور آن

سیارک ۶۱۶۱ (به انگلیسی: 6161 Vojno-Yasenetsky، نامگذاری:1971TY2) شش هزار و صد و شصت و یکمین سیارک کشف شده‌است که در ۱۴ اکتبر ۱۹۷۱ کشف شد.
قدر مطلق سیارک برابر ۱۲٫۵۰ است.